# Onze-Lieve-Vrouwekerk (Ruisbroek)

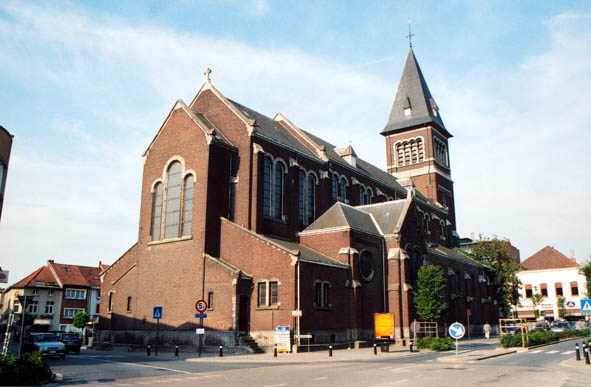
Onze-Lieve-Vrouwekerk

De Onze-Lieve-Vrouwekerk is de parochiekerk van de tot de Vlaams-Brabantse gemeente Sint-Pieters-Leeuw behorende plaats Ruisbroek, gelegen aan het Kerkplein.

## Geschiedenis
In 1138 was sprake van een kapel die ondergeschikt was aan de parochiekerk van Sint-Pieters-Leeuw, en het patronaatsrecht was in handen van de Heilig-Grafabdij te Kamerijk. In 1650 werd Ruisbroek een zelfstandige parochie.
Er stond toen een eenvoudig dorpskerkje met een 13e-eeuwse kern dat gewijd was aan de Heilige Drievuldigheid. Einde 19e eeuw was deze kerk te klein geworden.
In 1895 werd de kerk gesloopt en een nieuwe kerk werd gebouwd naar ontwerp van Henri Jacobs en A. Van den Eynde. Deze, in neoromaanse stijl gebouwde, kerk had nog geen toren. Die werd pas in 1915 gebouwd eveneens naar ontwerp van Henri Jacobs,

## Gebouw
Het betreft een tamelijk groot bakstenen basilicaal kerkgebouw met transept en voorgebouwde toren. De toren heeft vier geledingen. Het koor is recht afgesloten.

## Interieur
De kerk bezit enkele beelden zoals de Heilige Drievuldigheid (16e eeuw), Sint-Anna-te-Drieën (16e eeuw) en Onze-Lieve-Vrouw (18e eeuw). Ook uit de 18e eeuw is een schilderij dat de triomf van de Heilige Kerk verbeeldt.
Op een tweetal 18e-eeuwse classicistische biechtstoelen na, is het kerkmeubilair hoofdzakelijk 20e-eeuws.